# Vinko Gorenak
Vinko Gorenak (* 15. prosince 1955 Boharina) je slovinský politik.

## Životopis
Narodil se v Boharici v občině Zreče. Po skončení Pedagogické akademie v Mariboru v roce 1977 nastoupil jako učitel na Policejní akademii v Tacenu a současně studoval na Vysoké škole organizačních věd v Kranji, kterou dokončil v roce 1983. V letech 1982 až 1984 byl zástupcem náčelníka a v letech 1984 až 1989 náčelníkem milice v Celje. Poté působil jako vedoucí Policejní inspekce v Celje a v roce 1990 byl jmenován poradcem ministra vnitra. V roce 1991 se stal magistrem a v roce 2003 skončil postgraduální studium na Vysoké škole organizačních věd v Kranji. V roce 2004 habilitoval na Univerzitě v Mariboru a v roce 2009 se stal mimořádným profesorem.
V roce 1992 krátce zastával funkci náčelníka policie v Koperu. Po roce 1990 působil v různých funkcích na ministerstvu vnitra, ve své práci se zaměřoval na činnosti policie. V letech 1995 až 1999 byl vedoucím organizační a personální služby ministerstva vnitra a v té době se podílel na přípravě zákona o policii, který byl přijat v roce 1998. V roce 1999 vstoupil do Slovinské demokratické strany.
V polovině roku 2000 byl jmenován státním tajemníkem na ministerstvu vnitra pro policii a obecné záležitosti. V prosinci se stal vedoucím odboru bezpečnostních analýz jako státní podtajemník ministra. Od prosince 2004 do října 2005 byl státním tajemníkem na ministerstvu vnitra, poté byl do roku 2008 státním tajemníkem v kabinetu Janeze Janši. Od roku 2008 byl poslancem Státního shromáždění Republiky Slovinsko, v únoru 2012 se stal ministrem vnitra.